# جين فولر
جين فولر (بالإنجليزية: Gene Fowler)‏ هو كاتب سيناريو وصحفي أمريكي، ولد في 8 مارس 1890 في دنفر في الولايات المتحدة، وتوفي في 2 يوليو 1960 في لوس أنجلوس في الولايات المتحدة.
عمل فولر مراسلاً صحفياً في دنفر، ثم انتقل إلى نيويورك حيث ألف فيها عدد من الكتب والمسرحيات، وعمل كاتباً للسيناريو في هوليوود، وبرع في تأليف السير الذاتية التي تحول بعضها إلى أفلام سينمائية، منها مذكراته عن فترة شبابه وحيداً في توم تومرز، وقصة حياة جيمي ووكر (1881-1946) عمدة ولاية نيويورك، و تصبح على خير ايها الأمير اللطيف والتي تناولت حياة الممثل جون باريمور، وغيرها.

## وصلات خارجية
- جين فولر على موقع IMDb (الإنجليزية)
- جين فولر على موقع ألو سيني (الفرنسية)
- جين فولر على موقع أول موفي (الإنجليزية)
- جين فولر على موقع قاعدة بيانات برودواي على الإنترنت (الإنجليزية)
- جين فولر على موقع قاعدة بيانات الأفلام السويدية (السويدية)
- جين فولر على موقع قاعدة بيانات الفيلم (الإنجليزية)
- جين فولر على موقع كينوبويسك (الروسية)